# 洛克维莱尔
洛克维莱尔（法語：Lochwiller，发音：[lɔkvilɛʁ] 或 [lɔxvilɛʁ]；德语：Lochweiler，历史上亦作Lechtweiler）是法国下莱茵省的一个市镇，位于该省西部，属于萨韦尔讷区和萨韦尔讷县（Saverne）。该市镇总面积4.63平方公里，2009年时的人口为421人。

## 人口
洛克维莱尔人口变化图示